# Reprezentacja Danii na Mistrzostwach Europy w Wioślarstwie 2007
Reprezentacja Danii na Mistrzostwach Europy w Wioślarstwie 2007 liczyła 12 sportowców. Najlepszym wynikiem było 5. miejsce w dwójce podwójnej wagi lekkiej kobiet.

## Medale

### Złote medale
Brak

### Srebrne medale
Brak

### Brązowe medale
Brak

## Wyniki

### Konkurencje mężczyzn
- dwójka podwójna (M2x): Jes Struck, Kristian Østergaard – 11. miejsce
- dwójka podwójna wagi lekkiej (LM2x): Andreas Rambøl, Christian Nielsen – 8. miejsce
- czwórka bez sternika (M4-): Ulrik Romme, Asbjørn Levring, Anders Hansen, Christian Mølvig – 7. miejsce

### Konkurencje kobiet
- dwójka podwójna (W2x): Lisbet Jakobsen, Cecilie Christensen – 6. miejsce
- dwójka podwójna wagi lekkiej (LW2x): Marie Gottlieb, Sine Christiansen – 5. miejsce